# Edita
«Edita» — литературный ежеквартальный журнал в Вестфалии (Германия). Журнал издаёт и редактирует поэт и прозаик Александр Барсуков. Литературное объединение «Edita Gelsen» занимается выпуском коллективных и авторских литературных сборников.

## История
Выпускается литературным объединением «Edita gelsen». Издаётся с 2000 года. Публикует литературные произведения и публицистику литературоведческого направления.  С 2015 года издаётся в сотрудничестве с Международным литературным клубом «Astra Nova». Журнал публикует нон-фикшн, поэзию и прозу как хорошо известных, так и начинающих авторов. С 2018 года составителем журнала являлась Анна Райнова, с 2021 года — Александр Барсуков.
В 2000-х вышло восемь выпусков ежегодного альманаха «Век XXI» (первый был представлен на Франкфуртской книжной ярмарке). В качестве литературного приложения к журналу издаются номерные сборники «Без цензуры». Также журнал выпустил более 800 наименований авторских книг и антологий, из них около 100 на немецком языке. Теперь подготовка журнала происходит в Москве и Израиле.
Среди авторов — Алексей Курилко, Станислав Росовецкий и другие.